# 大和拜金女

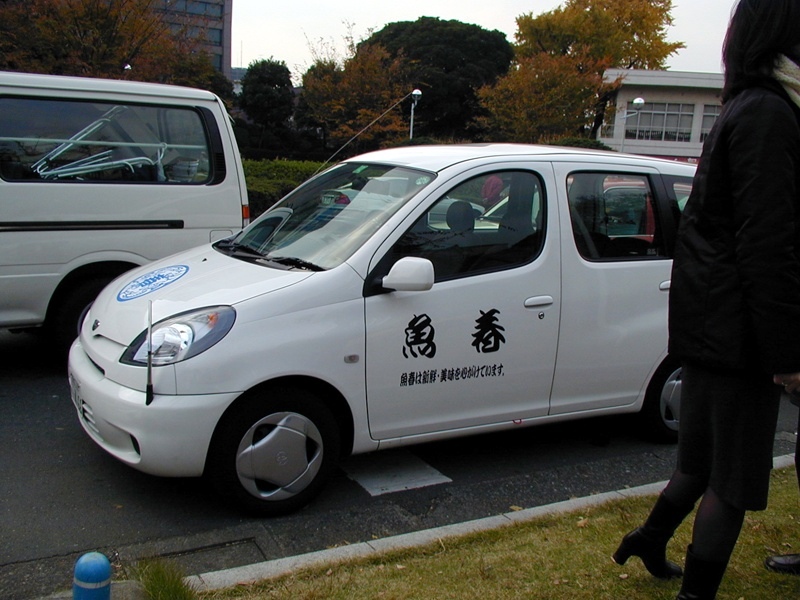
「魚春」Toyota Fun Cargo

《大和抚子》，是2000年推出的一部日本电视剧，由松嶋菜菜子主演。由富士电视台及其聯播網於2000年10月9日至12月18日間，在月九時段播出，為2000年前後最具代表性的日劇之一，由MISIA所主唱的主題曲《Everything》更因此成為日本著名歌曲之一。
全劇共11集，平均收視率為26.4%、最高收視率為34.2%（關東地區）。宣傳標語為「愛就是年收入」（愛は年収）。

## 剧情概述
故事描述的是一个因出身贫穷、所以性格极度拜金的女子，在擔任空姐的期间，与一个贫穷的男子发生的爱情故事。

## 演出人員

### 主演
（以下依片頭的演員表介紹順序排列，後註亞洲電視本港台配音表）
神野 櫻子（じんの さくらこ）：松嶋菜菜子 飾：吳小藝配音 (ATV)
本劇的主人公。1972年12月18日出生，故事開始時為27歲。目前在「夢幻航空」任職空姐。因年幼極度貧窮的生活經驗，最大的心願就是與有錢人結婚，因此熱愛聯誼，被稱為「聯誼女王」。與歐介留學時期的女友「雪子」容貌極為相似。
中原 歐介（なかはら おうすけ）：堤真一 飾 劉昭文配音 (ATV)
本劇的男主角，35歲。慶明大學理學院數學系畢業後，曾前往美國麻省理工學院留學，但因遭遇挫折而返國，繼承已故父親留下的魚店「魚春」。7年前美國留學時，曾與一名叫「雪子」來自日本的女留學生（與櫻子相貌相似）交往，但因過份專注研究數學冷落了雪子而被女方拋棄，之後開始對戀愛產生恐懼。家中經濟狀況不佳。
鹽田 若葉（しおた わかば）：矢田亞希子 飾 程文意配音 (ATV)
櫻子的後輩空姐，23歲。仰慕歐介，對歐介於感情上吊兒郎當的態度採取包容，於歐介出發往紐約之前察覺到歐介始終只愛櫻子一個，提出分手。
粕屋 紳一郎（かすや しんいちろう）：筧利夫 飾 曾秉輝配音 (ATV)
歐介、佐久間兩人自大學時代以來的多年好友，35歳。現任澀谷蘋果信用金庫勤務。與歐介一樣單身多年，熱愛女生和聯誼，但酒品極差。
奧山 奈美（おくやま なみ）：須藤理彩 飾 黃玉娟配音 (ATV)
櫻子的後輩空姐，24歲，與若葉是同級生，常隨櫻子一起參加聯誼。同時與粕屋、花房兩人交往。
花房 禮二（はなぶさ れいじ）：押尾學 飾 陳偉權配音 (ATV)
慶明大學附屬醫院的實習醫生，是佐久間的學弟。25歲。對戀愛的態度輕浮。
岩村 實（いわむら みのる）：相島一之 飾 盧傑配音 (ATV)
「夢幻航空」的座艙長，與櫻子是同事。35歳。
武藤 操（むとう みさお）：今井陽子 飾 譚淑英配音 (ATV)
與櫻子同期的空姐，27歲。常隨櫻子一起參加聯誼。
梨本 安武（なしもと やすたけ）：林光樹
岩村的後輩空服員，30歳。
高石 舞（たかいし まい）：板倉香、蝶野 唯（ちょうの ゆい）：望月沙耶、三澤 綾（みさわ あや）：新穗尚子
新人空姐3人組。
立川 惠（たちかわ めぐみ）：加賀野泉 飾
慶明大學附屬醫院的護士。與花房有曖昧的關係…。
中原 富士子（なかはら ふじこ）：市毛良枝 飾 王夢華配音 (ATV)
歐介的母親。55歳。
佐久間 真理子（さくま まりこ）：森口瑤子 飾 龍德瓊配音 (ATV)
佐久間的妻子，33歳。與歐介、粕屋、佐久間等人在大學時代因參加鐵道研究社而認識。
東十条 司（ひがしじゅうじょう つかさ）：東幹久 飾 黎家希配音 (ATV)
1970年3月9日出生，30歳。大醫院「東十条一郎醫院」的小開，也是櫻子名義上的男朋友。性格相當善良。
佐久間 為久（さくま ためひさ）：西村雅彥 飾 黃志明配音 (ATV)
歐介、粕屋兩人自大學時代以來的多年好友，現為慶明大學附屬醫院的外科醫生。39歲。

## 主題曲
- MISIA《Everything》

## 播放日期、副題、收視率
| 集數   | 播出日期       | 副題 | 收視率 |
| ------ | -------------- | ---- | ------ |
| 第1話  | 2000年10月9日  |      | 24.9%  |
| 第2話  | 2000年10月16日 |      | 21.4%  |
| 第3話  | 2000年10月23日 |      | 25.8%  |
| 第4話  | 2000年10月30日 |      | 23.6%  |
| 第5話  | 2000年11月6日  |      | 26.7%  |
| 第6話  | 2000年11月13日 |      | 25.9%  |
| 第7話  | 2000年11月20日 |      | 24.6%  |
| 第8話  | 2000年11月27日 |      | 26.5%  |
| 第9話  | 2000年12月4日  |      | 25.4%  |
| 第10話 | 2000年12月11日 |      | 28.3%  |
| 最終話 | 2000年12月18日 |      | 34.2%  |

※平均收視率為26.4%（為日本關東地區，Video Research調查）。

## 外部連結
- 富士電視台《大和拜金女》官方網站 （页面存档备份，存于）
- 緯來日本台《大和拜金女》官方網站 （页面存档备份，存于）

## 節目的變遷
| 日本富士電視台 週一9時                 | 日本富士電視台 週一9時                 | 日本富士電視台 週一9時 |
| -------------------------------------- | -------------------------------------- | ---------------------- |
|                                        | 大和拜金女 （2000.10.09 - 2000.12.18） |                        |
| 浪漫巴士站 （2000.07.03 - 2000.09.18） | HERO （2001.01.08 - 2001.03.19）       |                        |

| 香港亞洲電視本港台 | 香港亞洲電視本港台         | 香港亞洲電視本港台 |
| ------------------ | -------------------------- | ------------------ |
|                    | 大和撫子 （2001.11.25 - ） |                    |
| —                  | —                          |                    |

| 中華民國緯來日本台 | 中華民國緯來日本台      | 中華民國緯來日本台 |
| ------------------ | ----------------------- | ------------------ |
|                    | 大和拜金女 （2001. - ） |                    |
| —                  | —                       |                    |

| 中華民國華視 | 中華民國華視                | 中華民國華視 |
| ------------ | --------------------------- | ------------ |
|              | 大和拜金女 （2002.7.17 - ） |              |
| —            | —                           |              |